# Filip Bandžak

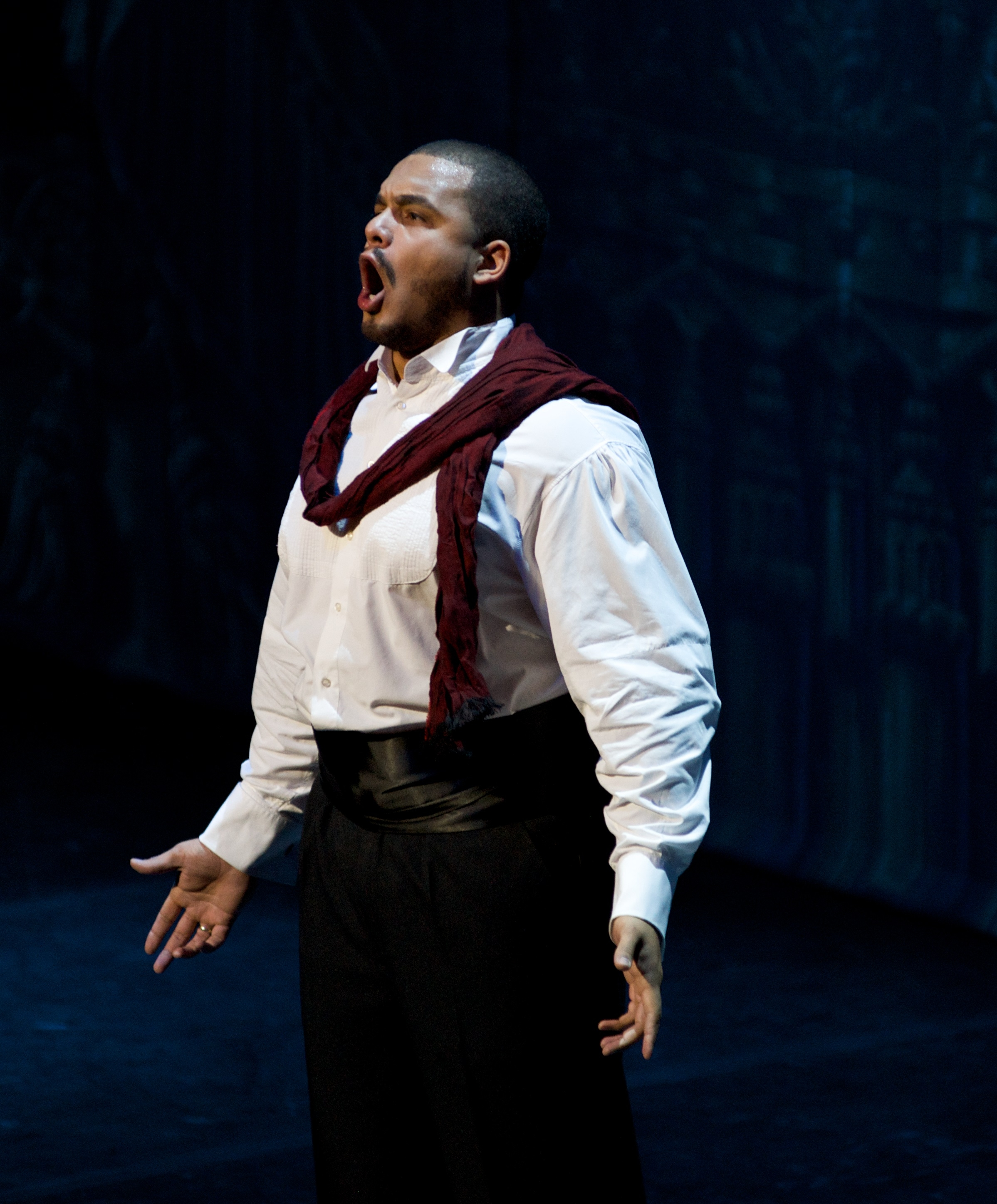
Filip Bandžak

Filip Bandžak [fɪˈlɪp banˈdʒak] (* 10. September 1983 in Pardubice) ist ein tschechischer Opernsänger (Bariton). 

## Leben
Filip Bandžak begann im Alter von vier Jahren mit dem Violinspiel. Er begann seine sängerische Laufbahn im Alter von neun Jahren im Kinderchor des Prager Philharmonischen Chors, wo er 1992 Mitglied wurde. 1993 sang er die Titelrolle in der Kinderoper Brundibár mit Auftritten in Berlin und an der Staatsoper Warschau. Als Solist auf der Opernbühne debütierte er 1995, damals noch mit Knabenstimme, in der Rolle des Pagen der Herzogin in Rigoletto im Nationaltheater von Prag.
Ab 2005 studierte er an der Russischen Akademie für Theaterkunst (GITIS) in Moskau. Er erhielt seine Ausbildung im Schauspiel bei Rosetta Nemtschinskaja und im Gesang bei Swetlana Warguzowa und bei dem Bariton Juri Wedenejew, einem Solisten des Moskauer Bolschoi-Theaters. Weiters studierte er in Wien bei Jewgeni Nesterenko. Parallel dazu studierte er an der Westböhmischen Universität in Pilsen, an der er einen Master-Abschluss in Psychologie und Kulturgeschichte der Musik erwarb.
Zwischen 2006 und 2010 gewann er mehrere Gesangswettbewerbe. 2006 erhielt er den 1. Preis beim Internationalen Gesangswettbewerb Antonín Dvořák in Karlovy Vary.
Sein professionelles Operndebüt als Bariton gab er am Opernhaus Pilsen als Marcel in La Bohème. In der Spielzeit 2012/13 sang er am Opernhaus von Toulon die Partie des Moralès in Carmen. Ab der Spielzeit 2012/13 war er am F. X. Šalda-Theater in Liberec (dem früheren Stadttheater Reichenberg) engagiert. Dort trat er u. a. als Danilo in der Operette Die lustige Witwe (Spielzeit 2013/14) und von 2013 bis Februar 2015 als Sancho Pansa in der Oper Don Quichotte von Jules Massenet auf. Von Oktober bis Dezember 2014 gastierte er am Nationaltheater Brünn (Národní divadlo Brno) als Figaro in der Oper Der Barbier von Sevilla.
Er gastierte regelmäßig in Prag und Pilsen, weiters sang er bei einem Gastspiel in Neapel den Barbier-Figaro. Am Mährisch-Schlesischen Nationaltheater (Silesian State Theatre) in Opava, Tschechien, gastierte er in den Carmina Burana. 2012 ging er auf Konzerttournee durch Russland.
Er trat bei verschiedenen internationalen Musikfestivals auf, u. a. beim Internationalen Opernfestival Miskolc (BartokPlus-Operafestival, 2009/2010), beim Tallinn Opernfestival und beim Harbin International Music Festival. Im Juli 2013 nahm er im Dvořák-Saal des Rudolfinums Prag das Requiem „Oratio Spei“ von Juraj Filas auf.